# M 1-65
M 1-65 ist ein planetarischer Nebel im Sternbild Adler, der 1946 von Rudolph Minkowski entdeckt wurde.